# Severin Bergh
Severin Bergh, född den 13 februari 1858 i Stockholm, död den 6 mars 1919, var en svensk arkivman. Han var brorson till Edvard Bergh.

## Biografi
Bergh var son till grosshandlaren Severin Bergh. Han blev filosofie doktor i Uppsala 1882 och samma år amanuens i Riksarkivet, där han avancerade till andre arkivarie 1896 och förste arkivarie 1899. 1918 blev han krigsarkivarie. Bergh hörde till de arkivmän som anslöt sig till Emil Hildebrand vid genomförandet av proveniensprincipen. Från 1903 var han sekreterare för Kungliga Samfundet för utgivande av handskrifter rörande Skandinaviens historia.
Förutom en mängd smärre uppsatser och historiska undersökningar, samt förvaltnings- och arkivhistoriska utredningar, märks bland hans arbeten Svenska riksarkivet 1618-1837 (1916) med den postumt utgivna fortsättningen Svenska riksarkivet 1837-46 (1927), Svenska riksrådets protokoll (4-15, 1891-1906), Sveriges ridderskaps och adels riksdagsprotokoll (1891-1906).
Han var gift med grevinnan Lilly Klingspor.